# Stenvad å
Stenvad å är ett vattendrag i Vendsyssel i Danmark.   Det ligger i Region Nordjylland, i den norra delen av landet, 250 km nordväst om Köpenhamn.  Det bildas söder om samhället Vrå och flyter norrut för att vid sammanflödet med Hundevad å bilda Liver å.